# Tersilochus hungaricus
Tersilochus hungaricus là một loài tò vò trong họ Ichneumonidae.